# 崔元浩
崔元浩（：／ Choe Won-ho；？—？），高丽王朝中期武将，本貫牛峯，武人政权领袖崔忠獻的父亲。
崔元浩在高丽王朝中期，官至上将军。生有两个儿子：崔忠獻和崔忠粹。1196年，崔忠獻杀死执掌高丽政权的李义旼，成为高丽的实际统治者。崔忠獻被封为忠诚佐理功臣，崔忠粹为输忠赞化功臣，崔元浩被追赠为奉议赞德功臣、守太尉、门下侍郎，图形于阁上。1197年，崔忠獻废黜国王明宗，拥立明宗的弟弟神宗为王，被加封为靖国功臣、三韩大匡、大中大夫、上将军、柱国，崔元浩被追赠为英烈佑圣功臣、三重大匡、门下侍中。崔忠獻之后，崔元浩的孙子崔瑀、曾孙崔沆、玄孙崔竩相继成为高丽的实际统治者。